# Vogtland
Vogtland (tyska: [ˈfoːktˌlant]

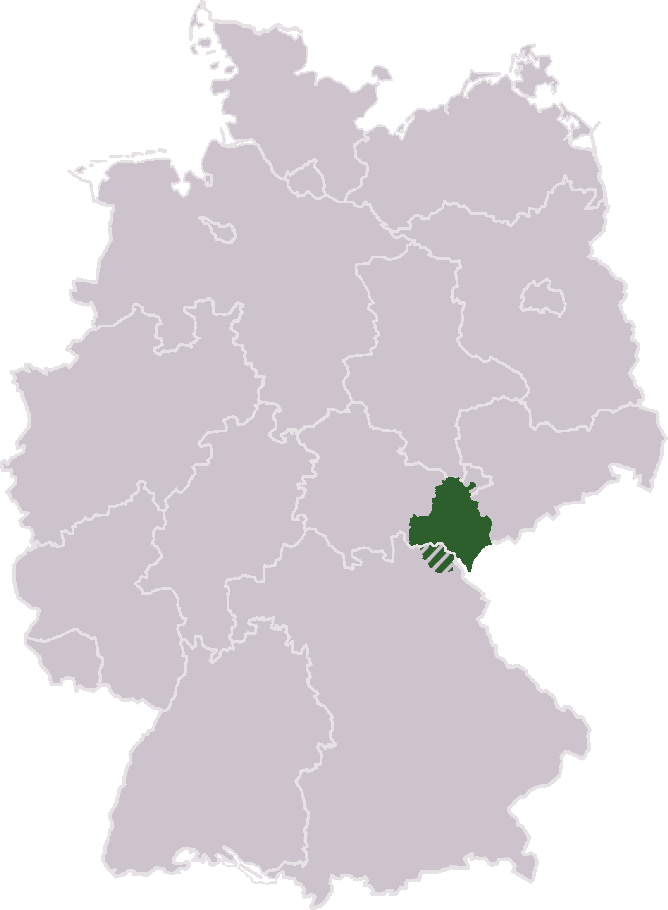
Vogtlands läge i Tyskland

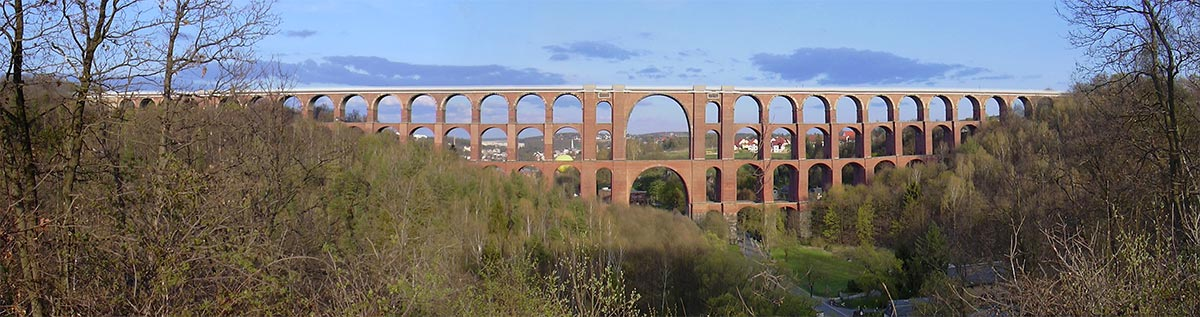
Järnvägsbron över Göltzschdalen

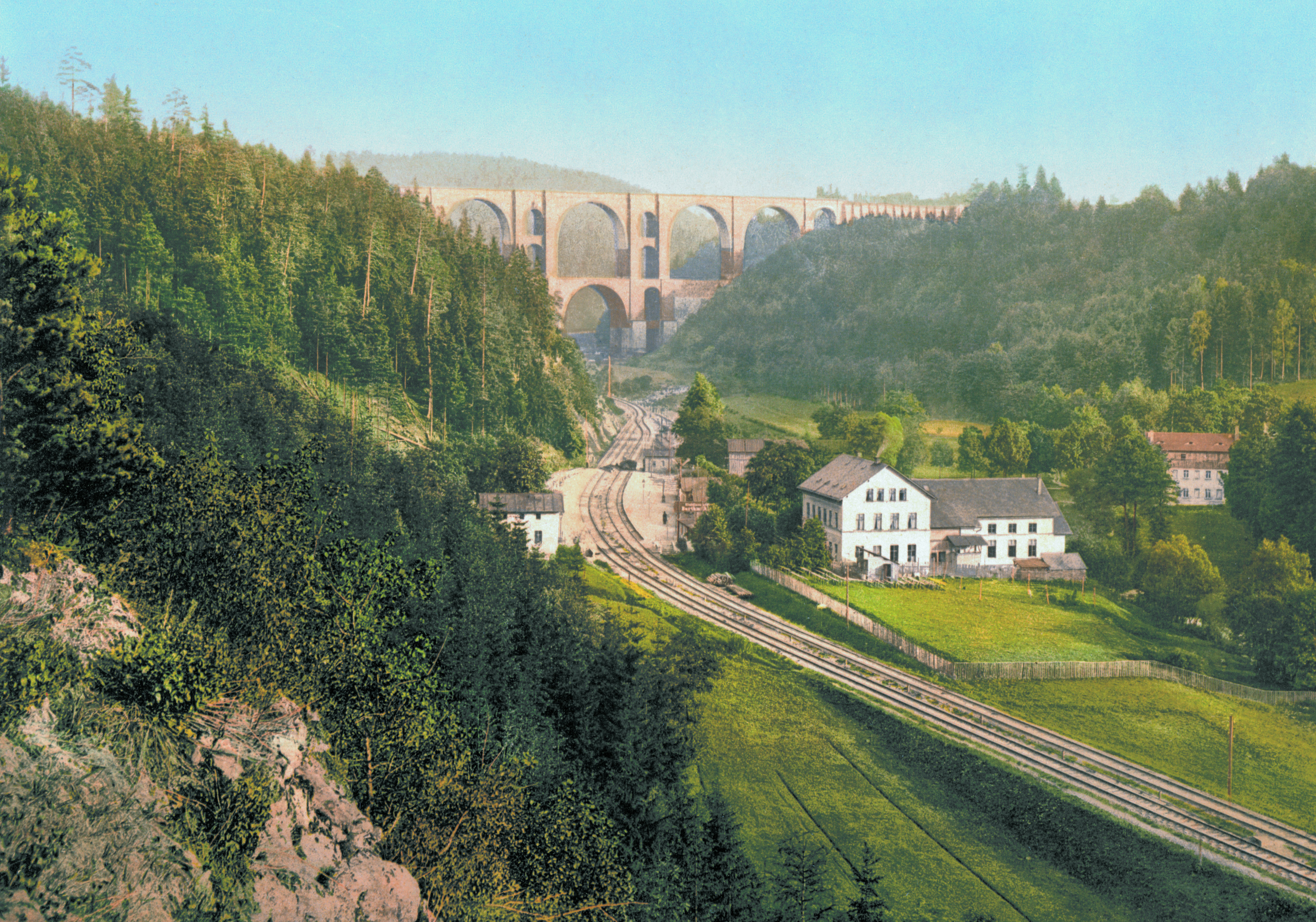
Elsterdalbron omkring år 1900

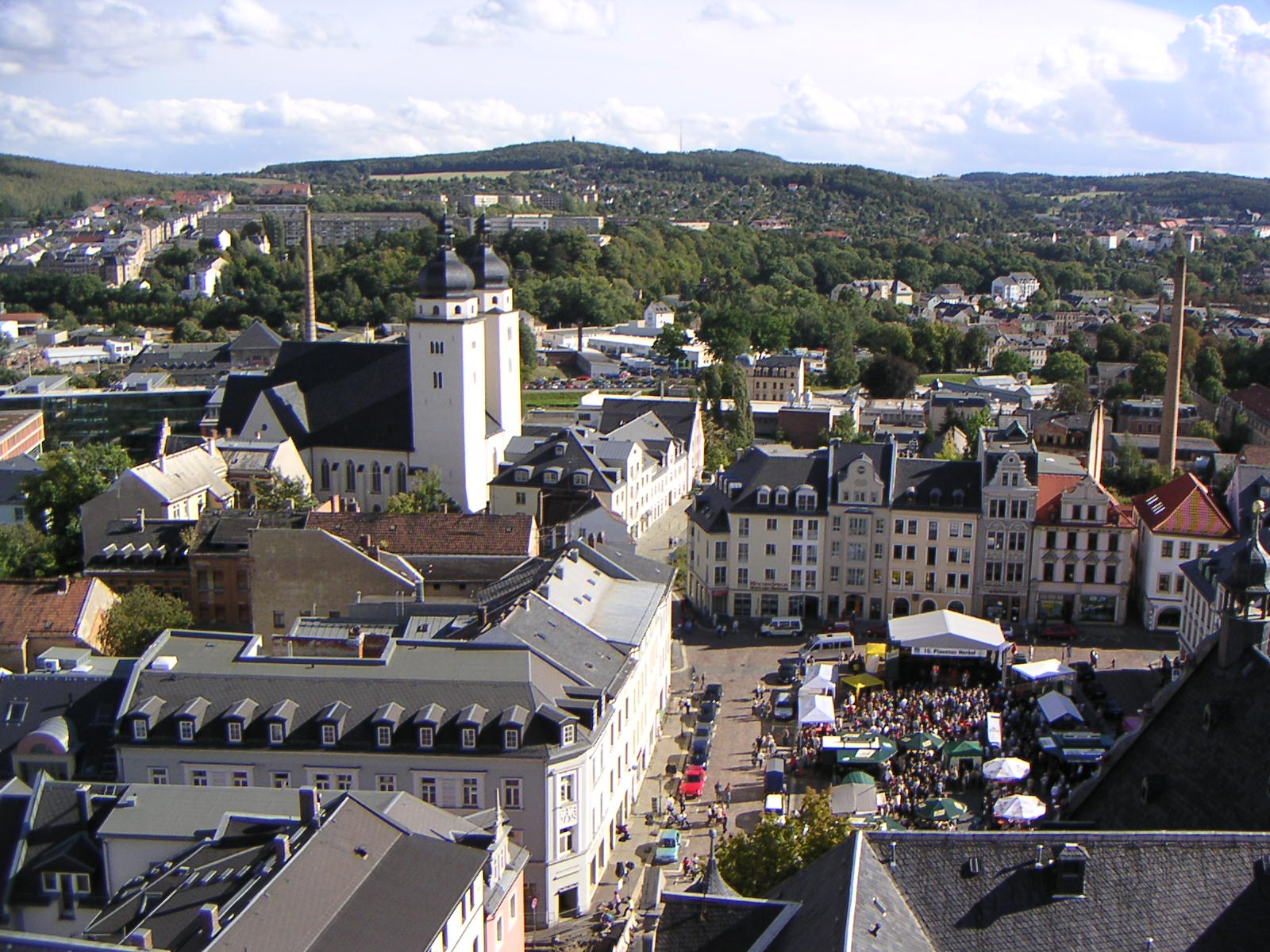
Plauen: Vy från rådhusets torn

Frimärkssats från DDR: Gamla musikinstrument från Vogtland

 ( lyssna)) betecknar en region (ett landskap) i gränstrakterna mellan de tyska delstaterna Sachsen, Thüringen och Bayern samt Böhmen. Namnet har landskapet fått därav att det förvaltades av ”fogdarna av Weida, Gera och Plauen” mellan 1209 och 1572. (Tyska Vogt kan översättas med ’fogde’.)  Den del av Vogtland som hör till Sachsen utgör numera förvaltningsområdet Vogtlandkreis, med centralorten Plauen. Ibland avses med ’’Vogtland’’ bara det området. 
Landskapet utmärks av kuperad terräng med åkrar, ängar och skog. Höjden varierar mellan 250 och upp till 974 m över havet. Landskapet genomkorsas av floden Saale och är källområde för ett flertal mindre floder. Dalgångarna överbryggas av ett antal större järnvägs- och motorvägsbroar. Bland dessa finns världens två största järnvägsbroar byggda av tegel. 
Traditionella exportprodukter från Vogtland har i flera sekler utgjorts av spetsar (Plauener Spitze) och av musikinstrument från Musikwinkel (Markneukirchen, Klingenthal m.fl. småstäder). I början på 1900-talet hade orkesterinstrument från Musikwinkel en världsmarknadsandel på 80 procent.  
Bland kända personer från Vogtland återfinns både den förste östtyske rymdfararen, Sigmund Jähn (1978) och den förste västtyske rymdfararen, Ulf Merbold (1983).    

## Viktiga städer i Vogtland
Sächsisches Vogtland – (Sachsen)Plauen (Vogtlands största stad), Reichenbach im Vogtland, Auerbach, Lengenfeld; Elsterberg, Falkenstein/Vogtl., Klingenthal, Oelsnitz, Bad Brambach, Bad Elster, Adorf, Schöneck, Treuen, Mylau och Markneukirchen
Thüringisches Vogtland – (Thüringen)Gera, Greiz (Landkreis Greiz), Zeulenroda-Triebes, Hohenleuben, Berga/Elster, Ronneburg, Auma, Münchenbernsdorf, Schleiz och Weida
Bayerisches Vogtland – (Bayern)Hof, Selb, Schönwald och Rehau i Oberfranken
Böhmisches Vogtland – (Böhmen, Tjeckien)Aš (ty. Asch), Cheb (ty. Eger), Hranice u Aše (ty. Roßbach)